# Santa Ana VM-1
Le Santa Ana VM-1 était un triplace de tourisme à cabine fermée, monoplan à aile haute contreventée et train classique fixe. 

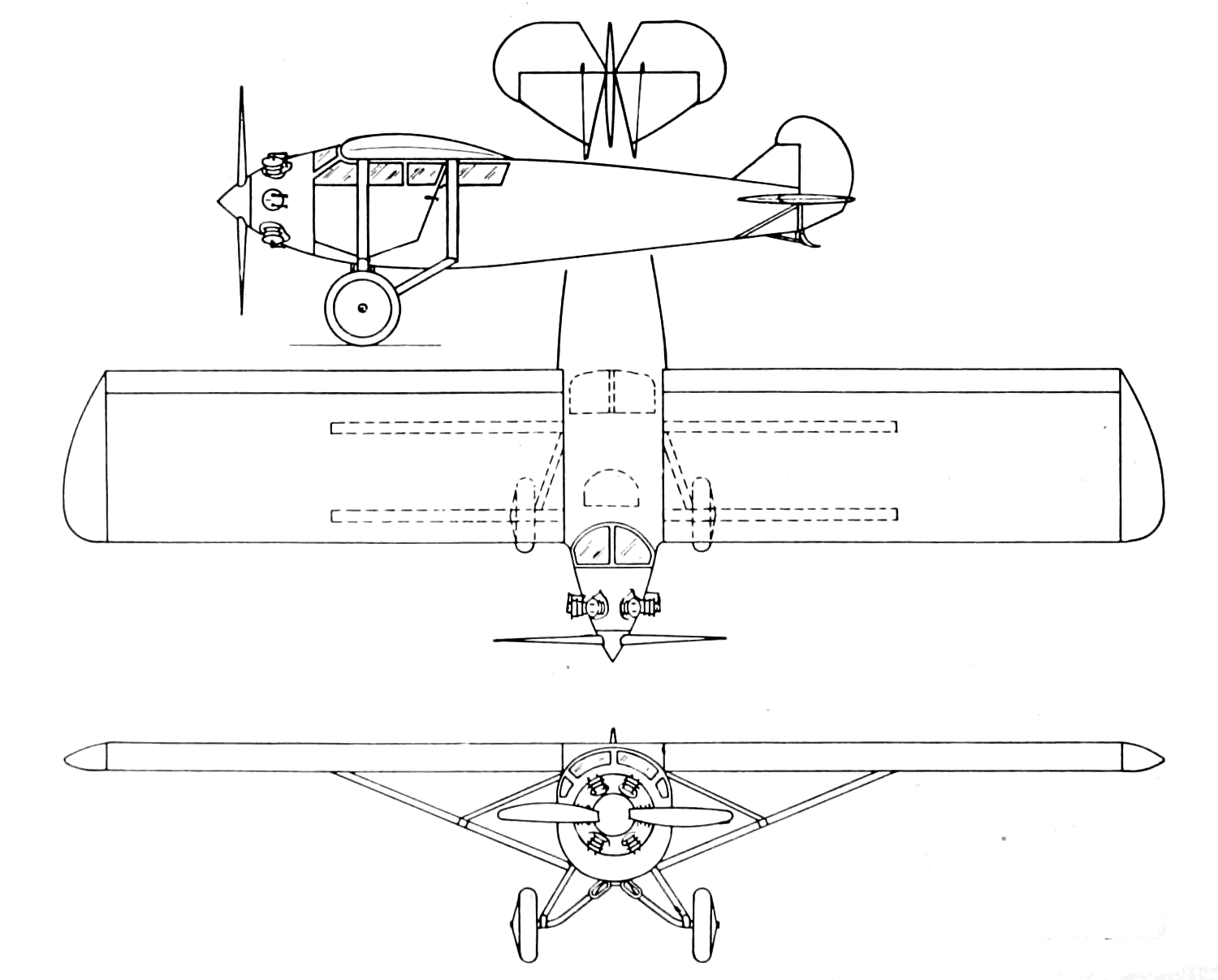
Schémas du Santa Ana VM-1 dans Aero Digest (1928).

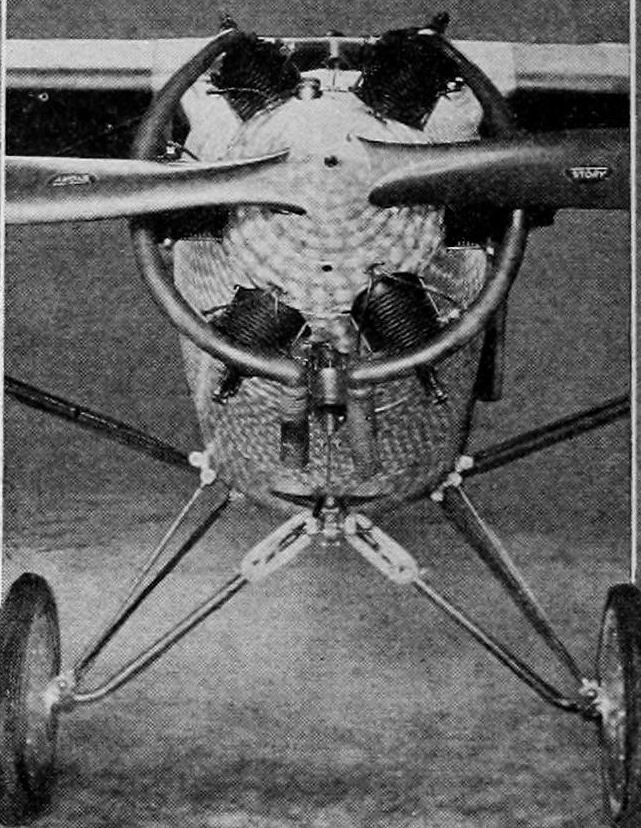
Nez du Santa Ana VM-1.

L’unique exemplaire [X4564, c/n J-1] semble avoir fait son premier vol en 1928, année durant laquelle Santa Ana Aircraft Co fut rachetée par Grays Harbour Airways d'Aberdeen (État de Washington) et rebaptisée Activian. Remotorisé avec un Kinner de 100 ch, le VM-1 fut probablement modifié en vue d’une production de série que la Grande Dépression rendit impossible. 
En 1928, une mystérieuse Adams-Toman Aircraft Co d'Aberdeen (État de Washington) fit réserver l'immatriculation [NX14M] pour un monoplan triplace baptisé ATA Cruiser.  Cet appareil aux dimensions identiques à celles du Santa Ana VM-1 mais avec un moteur Warner Scarab de 110 ch devait, semble-t-il, participer aux National Air Races. On n'entendit plus parler de ce triplace par la suite et l'immatriculation fut réattribuée en 1952. Grays Harbour Airways et Adams-Toman Aircraft Co voisinant à Aberdeen, il s'agit probablement du même avion remotorisé, ou d'une simple copie. 